# Monterrico TV
Monterrico Televisión es un canal de televisión por suscripción peruano que basa su programación en la hípica. Emite desde el Hipódromo de Monterrico. Es propiedad del Jockey Club del Perú.
También transmite las carreras de caballos que se corren en el Hipódromo Arequipa.

## Historia
Originalmente, el canal se llamaba Jockey Club del Perú Televisión, que fue fundado en la década de 1980 por circuito cerrado de televisión.
En febrero de 1995, comenzó sus emisiones por satélite.
El 1 de mayo del 1999, después de algunos años cambió de nombre a TV Turf y salió del aire en julio de 2005. 
El 14 de agosto del 2006, volvió como señal de prueba en el entonces Cable Mágico por el canal 97 (compartiendo su señal con el desaparecido canal musical Uranio TV). Desde ese entonces, es un canal exclusivo de Movistar TV dentro del servicio de cable. Sin embargo, al no realizar transmisiones continuas, comparte frecuencia con JNE TV.
Monterrico TV también se transmite a través de los concesionarios del Jockey Club del Perú ubicados en varias ciudades del país. Así mismo, la página del Hipódromo de Monterrico muestra las carreras en vivo.

## Programas
- Los protagonistas
- Camino a ganador
- Momentos de oro del Turf
- De punta a punta
- Pasión Hípica